# 6643 Morikubo
6643 Morikubo è un asteroide della fascia principale. Scoperto nel 1990, presenta un'orbita caratterizzata da un semiasse maggiore pari a 3,1049515 UA e da un'eccentricità di 0,2657652, inclinata di 2,84628° rispetto all'eclittica.